# Peganum
Peganum, és un gènere de la recent família Nitrariaceae (Sheahan), abans estava dins la família Zygophyllaceae.

## Descripció
Plantes de fulla persistent amb les fulles de disposició alternada, pinnatisectes. Les flors són tetràmeres o pentàmeres. Disc nectarífer molt desenvolupat. Fruit sense espines amb l'estil persistent.
El gènere té cinc espècies, són natives de zones temperado-càlides o subtropicals de tot el món. Als Països catalans està representada per Peganum harmala o amb nom popular harmalà, ruda bord, ruda silvestre o gra de burro.

## Taxonomia
- Peganum harmala L. - Síria
- Peganum mexicanum Bunge Mèxic
- Peganum nigellastrum Bunge (Xina)
- Peganum rothschildianum F.Buxbaum (Tunísia)
- Peganum texanum M.E.Jones (Amèrica del Nord)